# Campanula yildirimlii
Campanula yildirimlii är en klockväxtart som beskrevs av Kit Tan och Sorger. Campanula yildirimlii ingår i släktet blåklockor, och familjen klockväxter.
Artens utbredningsområde är Turkiet. Inga underarter finns listade i Catalogue of Life.